# Bernhard Ruberg

Bernhard Ruberg als SS-Hauptsturmführer (zwischen 1934 und 1936)

Bernhard Ruberg (* 12. August 1897 in Wiesbaden; † 12. April 1945 in Hemer) war ein hauptamtlicher Funktionär der NSDAP mit dem Schwerpunkt Kolonialpolitik, MdR seit 1936 und hatte höhere SS-Ränge.

## Leben

### Leben bis 1933

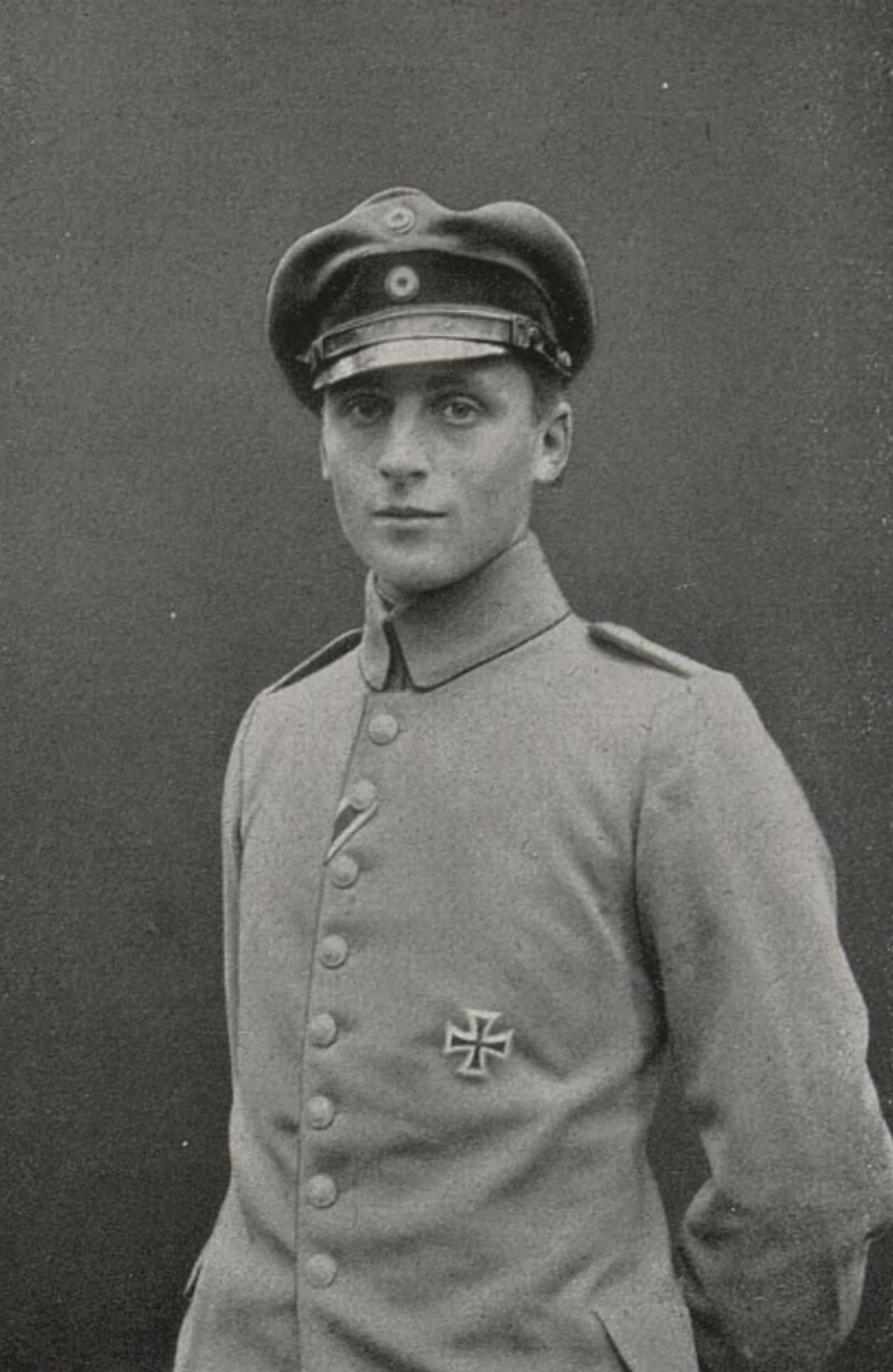
Ruberg ca. 1916

Ruberg besuchte die Volksschule (1903–1907) und anschließend das Städtische Realgymnasium in Wiesbaden (1907–1914). Nach dem Beginn des Ersten Weltkriegs meldete er sich als Freiwilliger. Ruberg wurde dem Pionier-Bataillon 20 zugewiesen, mit dem er von November 1914 bis November 1918 an der Westfront zum Einsatz kam. Während dieser Zeit legte er Anfang 1915 das Notabitur ab. Am 26. März 1916 wurde Ruberg zum Leutnant der Reserve befördert. Im selben Jahr nahm er als Führer der Pioniere bei der Belagerung und Erstürmung von Fort Vaux bei Verdun teil. Er erhielt bis zum Kriegsende das Eiserne Kreuz beider Klassen und den Hohenzollernschen Hausorden.
Nach Kriegsende wechselte Ruberg zu den im Baltikum zur Niederschlagung der Revolution eingesetzten Freikorps der Eisernen Division, deren Einheiten zu den am weitesten rechts stehenden Gruppen der konterrevolutionären Truppen gerechnet werden und die für mehrere Massaker mit tausenden Toten („weißer Terror“) verantwortlich gemacht werden. Von März bis Mai 1919 gehörte er der Eisernen Division als Ordonnanzoffizier, dann bis Dezember als Adjutant beim II. Bataillon des 2. Kurländischen Infanterie-Regiments. Diese Einheit war beteiligt an dem politisch motivierten Versuch, die lettische Regierung zu stürzen. Die Freikorps der Eisernen Division wurden „schwer geschlagen“ und flüchteten im weiteren Verlauf nach Ostpreußen.
Im März 1920 soll Ruberg laut Angaben in Literatur der 1930er Jahre am Kapp-Putsch teilgenommen haben. Der rechtsextreme französische Zeitgeschichtler Dominique Venner ordnet ihn der „Eisernen Schar Berthold“ zu, einem Freikorps, das sowohl am Umsturzversuch in Lettland als auch nach der Rückkehr am Kapp-Putsch beteiligt war und 1920 in den Kämpfen in Hamburg gegen Kapp-gegnerische Arbeiter aufgerieben wurde und aufgelöst werden musste. Ruberg, heißt es andernorts, sei im Oktober 1920 aus dem Heeresdienst entlassen worden.
Im WS 1920/21 studierte Ruberg Staatswissenschaften an der Universität Münster, brach das Studium aber bereits nach dem ersten Semester ab. Im selben Jahr schloss er sich der westfälischen Regionalorganisation der rechtsextremistischen geheimen Organisation Escherich („Orgesch“) an, die für Attentate verantwortlich war und geheime Waffenlager für den Umsturz angelegt hatte.
1921 war er kaufmännischer Angestellter in Hamburg. Im selben Jahr ermittelte die Polizei gegen ihn wegen Waffenschiebereien. Er entzog sich der Festnahme durch Flucht ins Ausland: Bis 1925 lebte er auf der Insel Fernando Póo vor der Küste Kameruns, wo er ebenfalls als kaufmännischer Angestellter tätig war. Anschließend arbeitete er von 1925 bis 1927 als Verwalter von Pflanzungen in Costa Rica und von 1927 bis 1933 als kaufmännischer Angestellter in Kamerun.
Während dieser Zeit trat er zum 1. Dezember 1931 in die NSDAP ein (Mitgliedsnummer 879.405). Im Dezember 1931 war er Mitgründer einer Ortsgruppe der NSDAP in Kamerun. Von 1932 bis 1933 übernahm er als Leiter der Landesgruppe Kamerun in der Auslandsorganisation der Partei erstmals Funktionärsaufgaben für eine Parteiorganisation der NSDAP.

### Zeit des Nationalsozialismus
Nach der Machtübernahme durch die NSDAP und ihre Bündnispartner kehrte Ruberg 1933 nach Deutschland zurück. Mitte 1933 wurde er Abteilungsleiter im Außenpolitischen Amt der NSDAP in Berlin. Mit Eintrittsdatum vom 1. Januar 1933 wurde er zudem Mitglied der Allgemeinen SS (SS-Nummer 36.231), in der er im Januar 1934 den Rang eines SS-Sturmhauptführers hatte.
Von März bis Mai 1934 amtierte Ruberg als Leiter der Zweigstelle Berlin der Auslandsorganisation (AO) der NSDAP. Im Juni desselben Jahres wurde er zum Gaustabsamtsleiter der Auslandsorganisation berufen. Diese Position, in der er nach dem Chef der Auslandsorganisation, Ernst Wilhelm Bohle, der zweite Mann in der Hierarchie dieser Untergliederung der NSDAP war, behielt er bis zu seinem Tod bei. Innerhalb seiner Tätigkeit für die AO übernahm Ruberg auch die Leitung des am 11. April 1934 Verbandes Deutscher Vereine im Ausland.
Im Oktober 1935 wurde Ruberg die Leitung des Gaus Ausland der aus der Zerschlagung der deutschen Gewerkschaften hervorgegangenen Deutschen Arbeitsfront (DAF) übertragen, die er bis mindestens 1940 innehatte. In dieser Stellung unterstanden ihm die für die Betreuung der auslandsdeutschen Mitglieder der DAF sowie für die Betreuung der Seeleute – die unabhängig von ihrem Wohnort dem DAF-Auslands-Gau angehörten – zuständigen Untergliederungen der DAF. Zum Umfeld der DAF gehörte auch die 1935 gegründete Stiftung für Opfer der Arbeit zur See, in deren Vorstand er ebenfalls saß.
Seit der Reichstagswahl vom März 1936 – bei der nur Kandidaten der NSDAP zugelassen waren – war Ruberg im nationalsozialistischen Reichstag. Den Sitz im jeder politischen Macht entkleideten Parlament, das lediglich als Kulisse für die Propaganda der NS-Politik sowie als Akklamationsorgan diente und dessen Mitgliedschaft NS-Verdienste belohnte, behielt er bis zu seinem Tod.
Ruberg machte 1938 im Rahmen des Anschluss Österreichs dem Stillhaltekommissar für Organisationen, Vereine und Verbände Albert Hoffmann Vorschläge für die Aneignung des Vermögens österreichischer Vereine. Betroffen war unter anderem die Schriftstellervereinigung Concordia.
Als Hauptmann der Reserve (Pionierbataillon 3, seit 31. Dezember 1938) nahm er mit Kriegsbeginn am Überfall auf Polen teil. Zum 15. März 1940 wurde er als Reserveoffizier zur Führerreserve des stellvertretenden III. Armeekorps (Berlin) versetzt, was einer UK-Freistellung vom Fronteinsatz zugunsten seiner Dienstgeschäfte in der NS-Auslandsorganisation gleichkam. Ruberg war vom Mai 1940 bis Mitte Oktober Landesgruppenleiter der AO der Partei in den Niederlanden, wurde aber nach einem Kompetenzkonflikt zwischen dem AO-Gauleiter Ernst Wilhelm Bohle, dessen Stellvertreter Ruberg war, und dem Reichskommissar für die Niederlande Seyß-Inquart von dort in das kolonialpolitische Amt versetzt. Die Landesgruppe wurde der Auslandsorganisation entzogen und zum „Arbeitsbereich der NSDAP in den Niederlanden“ umbenannt und gehörte damit zur deutschen NSDAP. Noch im selben Monat wurde Ruberg zum SS-Brigadeführer befördert.
Die kurzzeitigen Beiträge von Ruberg zur Einordnung der Niederlande in den nationalsozialistischen Herrschaftsraum („Werk, das heute vor uns steht“) und die Formierung einer „nationalsozialistischen Volksgemeinschaft der Reichsdeutschen“ überhöhte das von Walter Söchting herausgegebene Niederlandbuch 1942 zur „hervorragenden Leistung“.
Als Stabsleiter der NSDAP-AO war Ruberg in den 1940er Jahren an der Planung einer nationalsozialistischen Kolonialpolitik beteiligt. Bei ihm lagen die Vorbereitungen für eine Verwaltungsübernahme der seit 1919 unter französisch-britischen Mandat stehenden vormaligen deutschen Kolonie Kamerun, die der Kriegsverlauf verhinderte. Ruberg war vom federführenden Einsatzstab Organisation Banane, den er leitete, als künftiger „Gouverneur“ vorgesehen.
Nach der Landung der Alliierten in der Normandie am 6. Juni 1944 wurde für das deutsch besetzte Nordfrankreich ein Amt „Zivilkommissar“ eingeführt, das Ende August Ruberg übertragen wurde. Diese Funktion, in der er dem Reichskommissar Josef Grohé unterstellt war, verlor er jedoch infolge des raschen Vorrückens der Alliierten bald. Laut Literatur wurde Ruberg dann am 16. September 1944 als Provinzkommissar im belgischen Lüttich eingesetzt. Bis zum 8. September war allerdings der größte Teil Belgiens bereits befreit, Lüttich schon am 6. September. Es gibt keine Hinweise, welchen Tätigkeiten Ruberg in seiner neuen Funktion nachgegangen sein könnte.
Ruberg verstarb am 12. April 1945 in Hemer bei Iserlohn. Über die Umstände und den genauen Ort von Rubergs Tod ist nichts bekannt.
Hemer war bis zu diesem Zeitpunkt Standort eines großen Kriegsgefangenenlagers (Stammlager VI A), das führende, in der Endphase des Regimes aus dem Ruhrkessel entkommene SS- und Gestapo-Offiziere als schützenden Fluchtort nutzten, der nicht bombardiert werden würde. Am 13. April wurde das Lager den Fronteinheiten der US-Army übergeben.

## Familie
Ruberg war verheiratet und hatte zwei Kinder.